# Route nationale 506a
La route nationale 506A ou RN 506A était une route nationale française reliant Chamonix-Mont-Blanc au tunnel du Mont-Blanc.
Cette route a été créée en 1965 à la suite de l'ouverture du tunnel du Mont-Blanc.
À la suite de la réforme de 1972, elle a été renommée RN 205.

## Ancien tracé (N 205)
- Chamonix-Mont-Blanc
- Tunnel du Mont-Blanc
- Italie (SS 26d)